# Instytut Energetyki
Instytut Energetyki – Państwowy Instytut Badawczy – państwowy instytut badawczy z siedzibą w Warszawie. Posiada oddziały w Białymstoku, Boguchwale, Gdańsku i Łodzi.
Jest największym w Polsce ośrodkiem prowadzącym prace badawcze, rozwojowe, wdrożeniowe i eksperckie, wykonującym pomiary, badania, testy, opracowania i analizy w zakresie technologii generacji, przesyłu, dystrybucji i użytkowania energii. Jest jedynym w Polsce ośrodkiem badawczym mogącym pokryć swoimi działaniami tak szeroki zakres problematyki bezpieczeństwa energetycznego. Zatrudnia ok. 400 osób.

## Historia
Instytut Energetyki został powołany uchwałą nr 815/53 Rady Ministrów dnia 2 listopada 1953 roku w sprawie powołania Instytutu Energetyki. Początek Instytutu związany jest z miejscowością Mory pod Warszawą, gdzie w warszawskiej części miejscowości w latach 50. wzniesiono pierwsze budynki i laboratoria Instytutu. Druga część warszawskiego Instytutu znajduje się przy EC Siekierki.
W 1979 Instytut Energetyki koordynował problem węzłowy dotyczący zwiększenia efektywności gospodarki energetycznej kraju i unowocześnienia elementów składowych systemu elektroenergetycznego. Za opracowanie i uruchomienie produkcji nowoczesnych układów automatyki dla urządzeń elektroenergetycznych zespół pracowników Instytutu otrzymał Nagrodę Państwową.
Warszawska część Instytutu specjalizuje się w badaniach laboratoryjnych związanych z przesyłem energii (Mory – dzielnica Bemowo) i jej wytwarzaniem (Siekierki – dzielnica Mokotów). W Zespole Ogniw Paliwowych stanowiącym część Zakładu Procesów Cieplnych w Pionie Cieplnym w Warszawie oraz w Oddziale Ceramiki „CEREL” w Boguchwale prowadzone są badania w zakresie ogniw paliwowych, w szczególności stałotlenkowych ogniw paliwowych (SOFC). Zespół Ogniw Paliwowych opracował szereg nowatorskich rozwiązań, w tym stworzył pierwszy polski układ kogeneracyjny bazujący na ogniwach SOFC o mocy elektrycznej 2 kW i mocy cieplnej do 2 kW.
W 1953 powstał Oddział Izolacji w Poznaniu (aktualnie część Jednostki Centralnej),  w 1954 utworzono w Gdańsku placówkę terenową pod nazwą „Pracownia Regulacji”, od 1987 ponownie w strukturze Instytutu (przesył energii i energetyka niekonwencjonalna), w latach 70. powstał Zakład Doświadczalny w Białymstoku (sprzęt BHP przy eksploatacji urządzeń i linii energetycznych), od 1972 działa też Firma CEREL w Boguchwale (izolatory – obecnie w składzie Instytutu), a od lat 60. działał Oddział Transformatorów Instytutu Energetyki w Łodzi (zlikwidowany w 2012 roku).
Rozporządzeniem Ministra Gospodarki z dnia 7 listopada 2007 (Dz. U. 212, poz. 1565) Instytut Energetyki został połączony z Instytutem Techniki Cieplnej w Łodzi i Instytutem Techniki Grzewczej i Sanitarnej w Radomiu poprzez włączenie ITC i ITGiS w struktury IEn.
Rozporządzeniem Rady Ministrów z dnia 24 listopada 2023 r.  nadano Instytutowi Energetyki status państwowego instytutu badawczego.

## Zadania
Do zadań instytutu należy:
- dostarczanie podstaw merytorycznych do prowadzenia procesu decyzyjnego w organach administracji państwowej, w tym zwłaszcza w obszarze prognozowania rozwoju elektroenergetyki w kraju i w ramach współpracy międzynarodowej;
- działanie na rzecz wzrostu bezpieczeństwa energetycznego i publicznego;
- identyfikacja i zmniejszanie zagrożeń środowiska naturalnego związanych z działalnością elektroenergetyki zawodowej i przemysłowej oraz przemysłu pracującego na rzecz sektora elektroenergetyki, a także logistyka związana z działalnością prowadzoną przez ten sektor z uwzględnieniem problemów eksploatacyjnych urządzeń;
- monitoring i prognozowanie trwałości oraz niezawodności funkcjonowania urządzeń oraz systemu elektroenergetycznego, których awarie mogą stwarzać zagrożenie publiczne;
- koordynacja strategicznych programów badawczych służących modernizacji infrastruktury energetycznej Polski w obszarze wytwarzania i przesyłu energii elektrycznej i cieplnej;
- realizacja prac rozwojowych, wdrożeniowych i innowacyjnych oraz wykonywanie analiz w zakresie rozwoju elektroenergetyki oraz wykorzystania nowych technologii w energetyce;
- doskonalenie metod badań naukowych i prac rozwojowych.

Instytut jest członkiem Komitetu Wykonawczego European Energy Research Alliance EERA i uczestniczy w realizacji licznych międzynarodowych projektów badawczych Unii Europejskiej.

## Struktura
W skład Instytutu wchodzą: 
1. Jednostka Centralna (z siedzibą w Warszawie, Łodzi, Radomiu i Poznaniu) składa się z czterech pionów
- Pion Cieplny
- Pion Elektryczny
- Pion Mechaniczny
- Pion Użytkowania Energii

2. Oddziały
- Oddział Ceramiki CEREL w Boguchwale
- Oddział Gdańsk
- Oddział Łódź ITC
- Oddział Białystok

## Dyrektorzy
- doc. Czesław Rukszto (1953–1956)
- mgr Jerzy Łaskow (1956–1959)
- doc. Bogusław Leszek (1959–1970)
- prof. Marek Jaczewski (1971–1990)
- doc. Janusz Rakowski (1990–1996)
- prof. dr hab. inż. Jacek Wańkowicz (1997–2016)
- dr hab. inż. Tomasz Gałka, profesor IEN-PIB (2016–2022)
- prof. dr hab. inż. Jakub Kupecki (2022–2025)[7]
- dr inż. Jarosław Hercog (w 2025, p.o.)[8]
- mgr inż. Mariusz Mazur (od 2025)[9]